# Breiðdalsvík
Breiðdalsvík é uma localidade na Islândia. Em 2018 tinha uma população de cerca de 137 habitantes.